# Lago di Lagazuoi
Il lago di Lagazuoi (Lagazuoisee in tedesco; lech de Lagació in ladino) è un piccolo lago alpino, situato sull'omonimo gruppo montuoso. Amministrativamente, il lago ricade nel territorio di San Cassiano, frazione di Badia, comune sparso all'interno della val Badia (provincia di Bolzano), molto vicino al confine con il Veneto.
Il lago non ha immissari o emissari visibili, essendo alimentato da sorgenti sotterranee; esso è assai popolare tra gli escursionisti, molto numerosi in questa zona delle Dolomiti, grazie alla bellezza del paesaggio circostante e alla relativa semplicità di accesso. Il lago sorge infatti poco distante dall'arrivo della funivia proveniente dal Falzarego, lungo l'Alta via n. 1.